# Brasão de armas da Tchetchénia

Brasão da Tchetchénia

Brasão separatista

O brasão de armas da Tchetchénia é formado por um disco branco rodeado por um bordo azul que por sua vez é rodeado por um bordo amarelo. Em redor do bordo amarelo existe ainda uma fina fimbriação azul.
No círculo branco figura uma torre arquitectónica e uma torre de perfuração de petróleo ladeando um ornamento nacional diante de uma montanha; no bordo azul está uma grinalda, uma estrela de cinco pontas e um crescente, amarelos; o bordo amarelo apresenta em círculo o ornamento nacional desenhado de azul. A torre arquitectónica representa a cultura tchetchena e a torre de perfuração de petróleo a riqueza da região.